# Open lijst

Een open lijst maakt bij verkiezingen een voorkeurstem mogelijk. Dit betekent dat bij het verkiezen van volksvertegenwoordigers in België en Nederland de keus van een kiezer voor een kandidaat die niet op de nummer één van de kandidatenlijst van een politieke partij is opgesteld maar op een andere positie van dezelfde lijst. Gegeven het aantal zetels dat een partij heeft behaald, kunnen voorkeurstemmen beïnvloeden aan welke kandidaten deze zetels worden toegewezen. Anders gesteld kan de kiezer met een voorkeurstem de door de partij opgestelde volgorde van kandidaten de facto wijzigen.
Kiezers kunnen door het uitbrengen van een voorkeurstem aangeven dat ze liever een andere kandidaat in de volksvertegenwoordiging zien dan de volgorde zoals de partij heeft besloten. Om die reden worden er wel voorkeurstemacties gehouden om bij een kandidatenlijst gedomineerd door witte mannen van middelbare leeftijd ook andere mensen in het parlement te krijgen. Een voorbeeld is de actiegroep 'Stem op een vrouw'. Ook geven kiezers steeds vaker de voorkeur aan kandidaten met een regionale binding.
In België is het ook mogelijk om een lijststem uit te brengen die wordt verdeeld over de kandidatenlijst op basis van de rangorde. In Nederland is een stem op de lijsttrekker in feite een lijststem. Alle andere stemmen zijn voorkeurstemmen. De verdeling van zetels gebeurt op basis van het totale aantal stemmen op een partij, ongeacht voorkeurstemmen. Als een kandidaat op een niet-verkozen plaats meer dan een bepaald aantal procent van de kiesdeler haalt, komt deze in de volksvertegenwoordiging in plaats van een kandidaat op een verkiesbare plaats op de lijst.

## België
In België geldt de regel dat het totaal aantal uitgebrachte stemmen op een lijst (lijststemmen én voorkeurstemmen) het aantal behaalde zetels bepaalt. Zo wordt berekend hoeveel stemmen er nodig zijn per zetel om verkozen te worden. De lijststemmen gaan dus met evenveel eenheden naar de hoogstgeplaatste op de lijst; zijn er nog lijststemmen over, dan gaan die naar de tweede op de lijst enz. Als iemand verder op de lijst echter méér voorkeurstemmen behaalde, dan wipt die over de hoger geplaatste. Zo raakte bij de regionale verkiezingen van 2009 op de Limburgse lijst van CD&V de vierde op de lijst (Vera Jans) niet verkozen (hoewel de lijst vier zetels behaalde), omdat de lijstduwer (Erika Thijs) met een groot aantal voorkeurstemmen beter scoorde. De ironie wil echter dat Erika Thys haar mandaat niet opneemt, en dus de eerste plaatsvervanger naar het Vlaams Parlement gaat, en niet Vera Jans.
Iets gelijkaardigs deed zich voor bij de Belgische lokale verkiezingen van 2006 waar een aantal bekende landelijke politici met voorkeurstemmen verkozen werden. Het ging onder meer om:
- Freya Van den Bossche (sp.a, vicepremier) - gemeenteraad Gent, lijst sp.a-Spirit, 5.132 voorkeurstemmen
- Guy Verhofstadt (VLD, premier) - gemeenteraad Gent, lijst VLD-Vivant, 7.977 stemmen

### Geschiedenis
Onder het meerderheidsstelsel van de 19de eeuw stemde men steeds voor kandidaten en niet voor partijen; stemmen waren dus steeds naamstemmen. De verdeling in lijsten en de "lijststem" werd ingevoerd in 1877, maar de lijststem had geen invloed: deze stemmen werden evenredig verdeeld over de kandidaten, die alfabetisch op de lijst stonden, dus waren de naamstemmen/voorkeursstemmen steeds doorslaggevend. Panachage (stemmen op kandidaten van verschillende lijsten) was nog mogelijk. 
Pas bij wet van 29 december 1899 op de evenredige vertegenwoordiging kreeg de lijststem een invloed: de volgorde van kandidaten op de lijst werd mee bepalend. Dit creëerde een effectief onderscheid tussen lijststem en voorkeursstem. Panachage werd tevens afgeschaft.
Door de sterke invloed van de lijststem zijn er tussen 1919 en 1991 nauwelijks 30 op 4.790 volksvertegenwoordigers en één (rechtstreeks verkozen) senator erin geslaagd de opgelegde volgorde te doorbreken en verkozen te raken dankzij een hoog aantal voorkeurstemmen.

## Nederland
In Nederland wordt een kandidaat voor de Tweede Kamer met voorkeurstemmen gekozen als deze ten minste een aantal van 25% van de kiesdeler aan stemmen gehaald heeft (voorkeursdrempel), de partij de kiesdrempel heeft gehaald, en de laagst geplaatste kandidaat die een zetel zou zijn toegewezen minder voorkeurstemmen heeft. Tot 1998 gold een norm van 50% van de kiesdeler. Na de kandidaten die genoeg voorkeurstemmen hebben gekregen volgen de andere kandidaten op basis van de lijstvolgorde. Bij de Eerste Kamerverkiezingen moet een kandidaat 100 procent van de kiesdeler halen om met voorkeurstemmen te worden verkozen, voor het Europees Parlement slechts 10 procent.

### Tweede Kamer
Kandidaten die dankzij voorkeurstemmen in de Tweede Kamer zijn gekozen en zonder voorkeursstemmen geen zetel toegewezen zouden krijgen:
- 1959: Karel van Rijckevorsel, KVP (91.000 stemmen)
- 1972: Dolf Hutschemaekers, KVP (27.942 stemmen)
- 1986: Theo Joekes, VVD (250.000 stemmen)
- 1998: Camiel Eurlings, CDA (24.008 stemmen); en Annie Schreijer-Pierik, CDA (17.422 stemmen)
- 2002: Tineke Huizinga-Heringa, ChristenUnie (19.797 stemmen)
- 2003: Tineke Huizinga-Heringa, ChristenUnie (19.650 stemmen); en Hilbrand Nawijn, LPF (21.209 stemmen)
- 2006: Fatma Koşer Kaya, D66 (34.564 stemmen)
- 2010: Pia Dijkstra, D66 (15.705 stemmen); en Sabine Uitslag, CDA (15.933 stemmen)
- 2012: Pieter Omtzigt, CDA (36.750 stemmen)
- 2017: Isabelle Diks, GroenLinks (28.390 stemmen); Maurits von Martels, CDA (21.510 stemmen); Lilianne Ploumen, PvdA (21.990 stemmen); en Lisa Westerveld, GroenLinks (17.828 stemmen)
- 2021: Kauthar Bouchallikht, GroenLinks (27.038 stemmen); Marieke Koekkoek, Volt (37.093 stemmen); en Lisa Westerveld, GroenLinks (33.172 stemmen)
- 2023: Daniëlle Hirsch, GroenLinks-PvdA (25.012 stemmen)

Andere kandidaten overschreden ook de norm om met voorkeursstemmen een zetel toegewezen te krijgen, maar waren op basis van de positie op de lijst sowieso in de kamer gekomen. Bij de Tweede Kamerverkiezingen 2006 kreeg een lager geplaatste kandidaat meer stemmen dan de lijsttrekker, iets wat nog nooit eerder was voorgevallen in de Nederlandse parlementaire geschiedenis. Het ging om Rita Verdonk, de nummer twee op de lijst van de VVD. Zij kreeg 620.555 stemmen en dat waren er 67.355 meer dan de nummer een, Mark Rutte had gekregen.

### Eerste Kamer
Ook in de Eerste Kamer kan iemand met voorkeurstemmen gekozen worden: dit gebeurde onder andere in 1999 toen twee PvdA'ers uit Gelderland (Rudy Rabbinge en Ton Doesburg) met voorkeurstemmen uitgebracht in Gelderland werden gekozen en twee andere kandidaten van de PvdA hierdoor hun zetel misliepen. Ook gebeurde dit in 2003 toen zes VVD'ers uit Drenthe, Overijssel, Gelderland, Utrecht, Noord-Holland en Limburg met voorkeurstemmen werden gekozen en zes andere VVD'ers - waarvan een aantal zittende leden - hun zetel misliepen.

### Gemeenteraden
Een kandidaat voor de gemeenteraad wordt met voorkeurstemmen gekozen als deze ten minste een aantal van 25% van de kiesdeler aan stemmen gehaald heeft (voorkeursdrempel) (bij raden met 19 of meer zetels) of 50% van de kiesdeler (bij raden met minder dan 19 zetels).

### Waterschappen
Een kandidaat kan op basis van het aantal behaalde voorkeurstemmen een hoger geplaatste kandidaat passeren, op voorwaarde dat hij de voorkeurdrempel heeft gehaald. De voorkeurdrempel voor de verkiezingen van de leden van het algemeen bestuur van een waterschap is 25% van de kiesdeler.